# Pykara coxalis
Pykara coxalis is een hooiwagen uit de familie Assamiidae.